# سوساوات فراشية
السوساوات الفراشية (الاسم العلمي: Tineinae) هي أسرة من الحشرات تتبع فصيلة السوسيات الفراشية من رتبة حرشفيات الأجنحة.

## أجناس السوساوات الفراشية
- السوسة الفراشية